# Mine d'Ogra
 (août 2022).
 (mars 2025).
La mine d'Ogra est une grande mine de sel située au centre de la Roumanie dans le județ de Mureș, près d'Ogra. Ogra représente l'une des plus grandes réserves de sel de Roumanie avec des réserves estimées à 100 milliards de tonnes de NaCl.